# Marketing
Der Begriff Marketing oder (deutsch) Absatzwirtschaft bezeichnet aus historischer Sicht den Unternehmensbereich, dessen Aufgabe (Funktion) es ist, Produkte und Dienstleistungen in einer Weise zum Verkauf anzubieten, dass Käufer dieses Angebot als wünschenswert wahrnehmen. Aus betriebswirtschaftlicher Sicht beschreibt dieser Begriff seit Beginn des 21. Jahrhunderts das Konzept einer ganzheitlichen, marktorientierten Unternehmensführung zur Befriedigung der Bedürfnisse und Erwartungen von Kunden und anderen Interessengruppen (Stakeholder). Damit entwickelt sich das Marketingverständnis von einer operativen Technik zur Beeinflussung des Kaufverhaltens und der Kaufentscheidung durch die Marketing-Mix-Instrumente hin zu einer Führungskonzeption, die andere Funktionen wie zum Beispiel Beschaffung, Produktion, Verwaltung und Personal mit einschließt.

## Marketing als Unternehmensfunktion

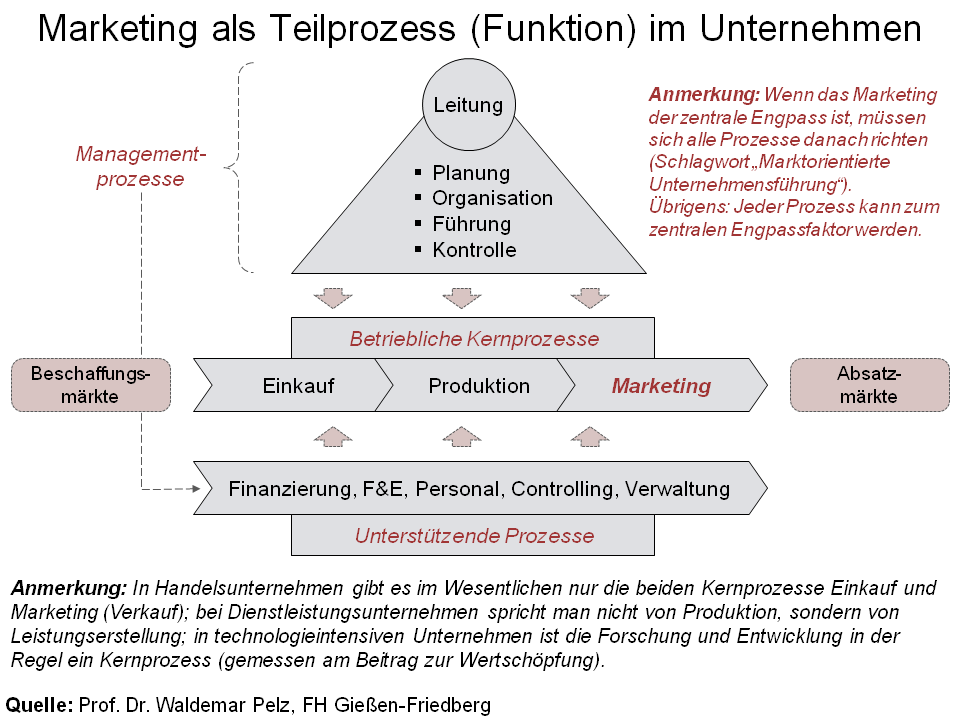
Abbildung: Marketing im Zusammenhang mit den anderen Unternehmensfunktionen

In der Betriebswirtschaftslehre ist das Marketing ein Teil des unternehmerischen Gesamtprozesses. Dies beginnt mit der Planung eines Konzeptes, worauf der Einkauf von Rohstoffen und Vorprodukten (Vorleistungen) folgt, führt weiter zur Produktion (Erstellung von Gütern oder Dienstleistungen) und endet mit der Vermarktung (Marketing bzw. Vertrieb) der erstellten betrieblichen Leistungen. Hinzu kommen unterstützende Prozesse wie zum Beispiel Innovation, Finanzierung, Verwaltung oder Personalwirtschaft. Die Teilprozesse werden auch als betriebliche oder unternehmerische Funktionen bezeichnet. Damit alle Prozesse möglichst reibungslos funktionieren, bedarf es der Managementfunktionen. Dazu gehören Planung (einschließlich Zielsetzung), Organisation, Führung und Kontrolle (Erfolgs- und Fortschrittskontrolle) im Hinblick auf die Zielsetzung.
Den Marketingprozess selbst kann man als Marketingplan darstellen:
1. Erkennen von Chancen durch die Markt-, Kunden- und Wettbewerbsanalyse, einschließlich Marktforschung
2. Festlegung von Zielen, die sicherstellen, dass die investierten Mittel zurückfließen
3. Auswahl geeigneter Strategien zur Zielerreichung
4. Umsetzung der Strategie mit dem Marketing-Mix
5. Erfolgskontrolle des gesamten Prozesses und aller getroffenen Entscheidungen

Unter den Marketingzielen sind quantifizierte, ökonomische Messgrößen wie Marktanteile und der Customer Lifetime Value in der Praxis weit verbreitet. Im Hinblick auf ihre Marketingziele treffen Unternehmen Entscheidungen, ob sie diese durch die eigene Organisation oder auch durch externe Partner erreichen wollen und vergeben spezifische Aufgaben auch an Dienstleistungsunternehmen wie Werbeagenturen.
Das Thema Marketing bekam in der Wissenschaft und in der Praxis eine große Bedeutung mit dem Wandel von der kriegsbedingten Mangelwirtschaft (Nachfrage ist größer als das Angebot) hin zur sogenannten Überflussgesellschaft (Angebot ist größer als die Nachfrage) seit Mitte der 1950er Jahre. Dieser Trend war von einem verstärkten Wettbewerb um Kunden begleitet und wurde durch die beiden Ölkrisen der 1970er Jahre verstärkt. Das Marketing gilt als zentraler Erfolgsfaktor für die langfristige „Überlebensfähigkeit“ von Unternehmen im Wettbewerb (Dominanz der Marketingfunktion). Die nebenstehende Grafik soll den Zusammenhang zwischen Marketing und den anderen Unternehmensfunktionen veranschaulichen.

## Vielfalt der Marketing-Definitionen

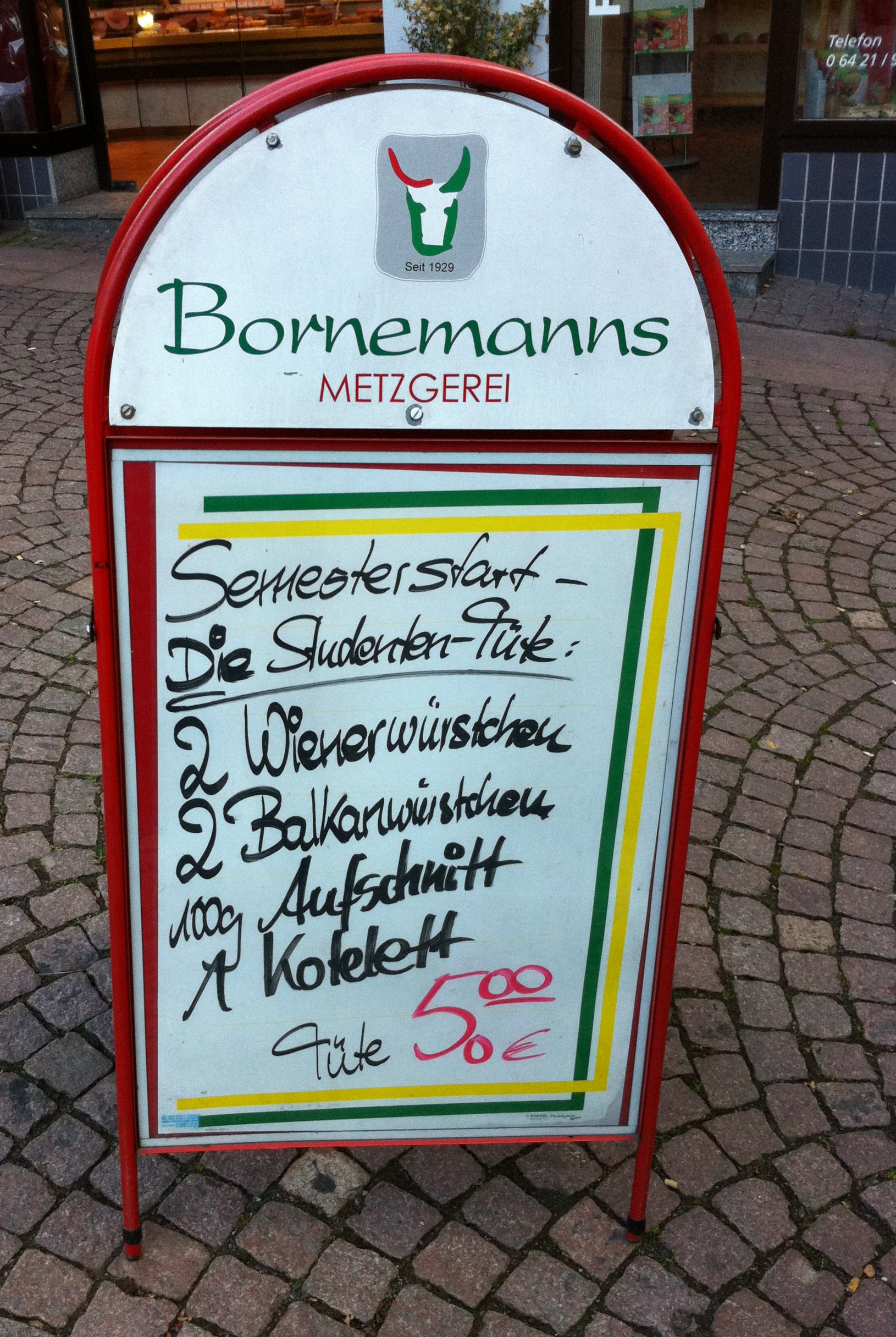
Zielgruppengenaues Marketing vor einem Fleischereifachgeschäft in Marburg

Marketing wird je nach Betrachtungsperspektive unterschiedlich definiert. Christian Homburg und Harley Krohmer führen bei der Bestimmung des Marketingbegriffs die drei zentralen historischen Marketingdefinitionen zu einer integrativen Marketingdefinition zusammen:

### Aktivitätsorientierte Definition
Eine aktivitätsorientierte Marketingdefinition versteht Marketing im Kern als ein Bündel marktgerichteter Unternehmensaktivitäten. Allgemeiner gefasst kann man in diesem Zusammenhang Marketing als einen Prozess der Planung und Durchführung des Konzeptes, des Preismanagements, der Werbeaktivitäten und des Vertriebs von Ideen, Gütern und Dienstleistungen, mit dem Zweck einen Austausch zu erreichen, der die Wünsche von Individuen und Organisationen befriedigt, bezeichnen. Die aktivitätsorientierte Definition entstand in den 1970er Jahren und wurde sehr stark durch die Entwicklung und Betonung des Marketing-Mix geprägt.

### Beziehungsorientierte Definition
Die beziehungsorientierte Marketingdefinition legt den Schwerpunkt auf die Zielsetzung des Marketings, Kundenbeziehungen aufzubauen, zu erhalten und zu stärken, und zwar mithilfe von gegenseitigem Austausch und der Erfüllung von Versprechen (und somit dem Aufbau von Vertrauen). Die beziehungsorientierte Definition ersetzt jedoch keineswegs die aktivitätsorientierte Definition, sondern wirkt in Ergänzung zu ihr. Entstanden ist sie Ende der 1980er Jahre im Zusammenhang mit Relationship Marketing, die damals die Fokussierung auf die einzelnen Transaktionen mit dem Kunden zugunsten der Fokussierung auf die nachhaltigen Beziehungen mit dem Kunden ablöste.

### Führungsorientierte Definition
Die führungsorientierte Marketingdefinition sieht Marketing als „bewusst marktorientierte Führung des gesamten Unternehmens [oder auch als] marktorientiertes Entscheidungsverhalten in der Unternehmung“ (Meffert, 2000). Wichtig sind bei dieser Definition insbesondere die unternehmensinternen Rahmenbedingungen, die die Ausrichtung der Unternehmensaktivitäten am Markt maßgeblich prägen; somit beinhaltet diese Definition das Konzept des Marketing-Mix, Aspekte der Marktimplementierung, den Gedanken der marktorientierten Unternehmensführung und des Relationship Marketing, was erklärt, wieso diese Definition als Ergänzung zu den beiden erstgenannten gesehen wird. Entwickelt wurde die führungsorientierte Definition in den 1980er Jahren, wonach sie jedoch erst in den 1990er Jahren eine wissenschaftliche Durchdringung erfahren hat.

### Integrative Marketingdefinition
Die integrative Marketingdefinition von Homburg und Krohmer sieht Marketing als ein Konzept, das im Wesentlichen zwei Facetten hat, eine unternehmensinterne und eine unternehmensexterne:
- Die unternehmensexterne Facette sieht dabei Marketing als die Konzeption und Durchführung marktbezogener Aktivitäten eines Anbieters bezüglich (potenzieller) Nachfrager seiner Produkte. Solche marktbezogenen Aktivitäten beinhalten in diesem Kontext sowohl die systematische Informationsgewinnung über Marktgegebenheiten als auch die Gestaltung des Marketing-Mix.
- Für die unternehmensinterne Facette wiederum besteht Marketing aus der Schaffung der Voraussetzungen im Unternehmen für die Durchführung der marktbezogenen Aktivitäten. Dies beinhaltet insbesondere die Führung des Unternehmens nach der Leitidee der Marktorientierung.

Beide Ansatzpunkte des Marketings zielen hierbei auf die optimale Gestaltung von Kundenbeziehungen im Sinne der Ziele des Unternehmens ab.

### Alternative Marketingdefinitionen und deren Entstehungsprozess
Philip Kotler, amerikanischer Wirtschaftswissenschaftler und Professor für Marketing an der Kellogg School of Management der Northwestern University, definiert Marketing wie folgt:

„Marketing ist ein Prozess im Wirtschafts- und Sozialgefüge, durch den Einzelpersonen und Gruppen ihre Bedürfnisse und Wünsche befriedigen, indem sie Produkte und andere Dinge von Wert erstellen, anbieten und miteinander austauschen.“

Eine über die funktionale Perspektive hinausgehende Definition versteht darunter die kunden- und marktorientierte Unternehmensführung zur Erreichung der Unternehmensziele.

„Marketing ist die konzeptionelle, bewusst marktorientierte Unternehmensführung, die sämtliche Unternehmensaktivitäten an den Bedürfnissen gegenwärtiger und potentieller Kunden ausrichtet, um die Unternehmensziele zu erreichen.“

Damit wird das Bild der Konsumentensouveränität mit aufgegriffen, dass Adam Smith bereits 1776 in seinem Werk Der Wohlstand der Nationen mit „Konsumtion ist der einzige Zweck aller Produktion; und das Interesse des Produzenten sollte nur insoweit berücksichtigt werden, als es zur Förderung des Konsumenteninteresses nötig ist.“ beschrieb.
In neueren Publikationen wird Marketing beispielsweise als Management komparativer Konkurrenzvorteile unter Nutzung der Marketinginstrumente verstanden.
2004 ist die American Marketing Association (AMA) dazu übergegangen, ihre 20 Jahre alte Definition zu modernisieren und vom Postulat einer unidirektionalen Promotion zum dialogorientierten Begriff des Kundenbeziehungsmanagements zu wechseln. Im Hinblick auf die neu hervorgehobene Konsumentenzentrierung wurden nicht nur die Interessen des Unternehmens, sondern die Interessen sämtlicher Stakeholder als Ziel des Marketingprozesses fokussiert. Damit zieht in die allgemeine Lehrmeinung der von den Investitionsgüteranbietern propagierte übergreifende Ansatz ein. So wird Marketing als „organisierende Funktion und Prozessbündel gesehen, um Werte auf eine Art und Weise für Kunden und Kundenbeziehungen zu schaffen, kommunizieren und bereitzustellen, sodass die Organisation und ihre Stakeholder davon profitieren“. Eine neuere Definition der AMA vom Oktober 2007 lautet: “Marketing is the activity, set of institutions, and processes for creating, communicating, delivering, and exchanging offerings that have value for customers, clients, partners, and society at large.” Übersetzt:

„Marketing ist die Tätigkeit, eine Reihe von Institutionen und Prozessen zur Erstellung, Kommunikation, Bereitstellung und zum Austausch von Angeboten, die für Kunden, Auftraggeber, Partner und die Gesellschaft als Ganzes von Wert sind.“

Viele Marketingwissenschaftler sehen Marketing als eine im Kern unternehmerische Denkhaltung. Demnach kann „Marketing als Ausdruck eines marktorientierten unternehmerischen Denkstils gesehen werden, der sich durch schöpferische, systematische und zuweilen auch aggressive Note auszeichnet.“
Einem aktiven Marketing kommt besonders bei Käufermärkten, d. h. Märkte mit einem deutlichen Angebotsüberhang, mit der Bedingung Angebot zu Nachfrage im Gegensatz zur Orientierung an früher verfolgten rein unternehmensinternen Zielen und Gegebenheiten wie Produktionskapazitäten eine erhöhte Bedeutung zu.
Den Besonderheiten des Handels entsprechend hat Schenk für das Handelsmarketing einen über die bloße Kundenorientierung hinausgehenden Vier-Märkte-Ansatz entwickelt: „Für das Handelsmarketing sind die Handelsbetriebe Subjekte eigener Marketingstrategien und -taktiken, und zwar nicht nur in der Ausrichtung auf Absatzmärkte, sondern auf alle vier Märkte des Handelsbetriebs (Absatzmarkt, Beschaffungsmarkt, Konkurrenzmarkt, interner Markt).“ Entsprechend tritt für Handelsunternehmen an die Stelle des ursprünglich industriellen Konzepts der marktorientierten Unternehmensführung das Konzept der an vier Märkten orientierten Unternehmensführung.
Außerhalb der Unternehmenswelt nutzen Non-Profit-Organisationen Non-Profit-Marketing-Techniken. Letztlich erscheint eine exakte Definition oder Abgrenzung des Marketing-Begriffs für die BWL nicht notwendig, solange es einen grundlegenden Konsens über die wichtigsten Aufgaben des Marketings in Literatur und Praxis gibt.

## Historische Entwicklung

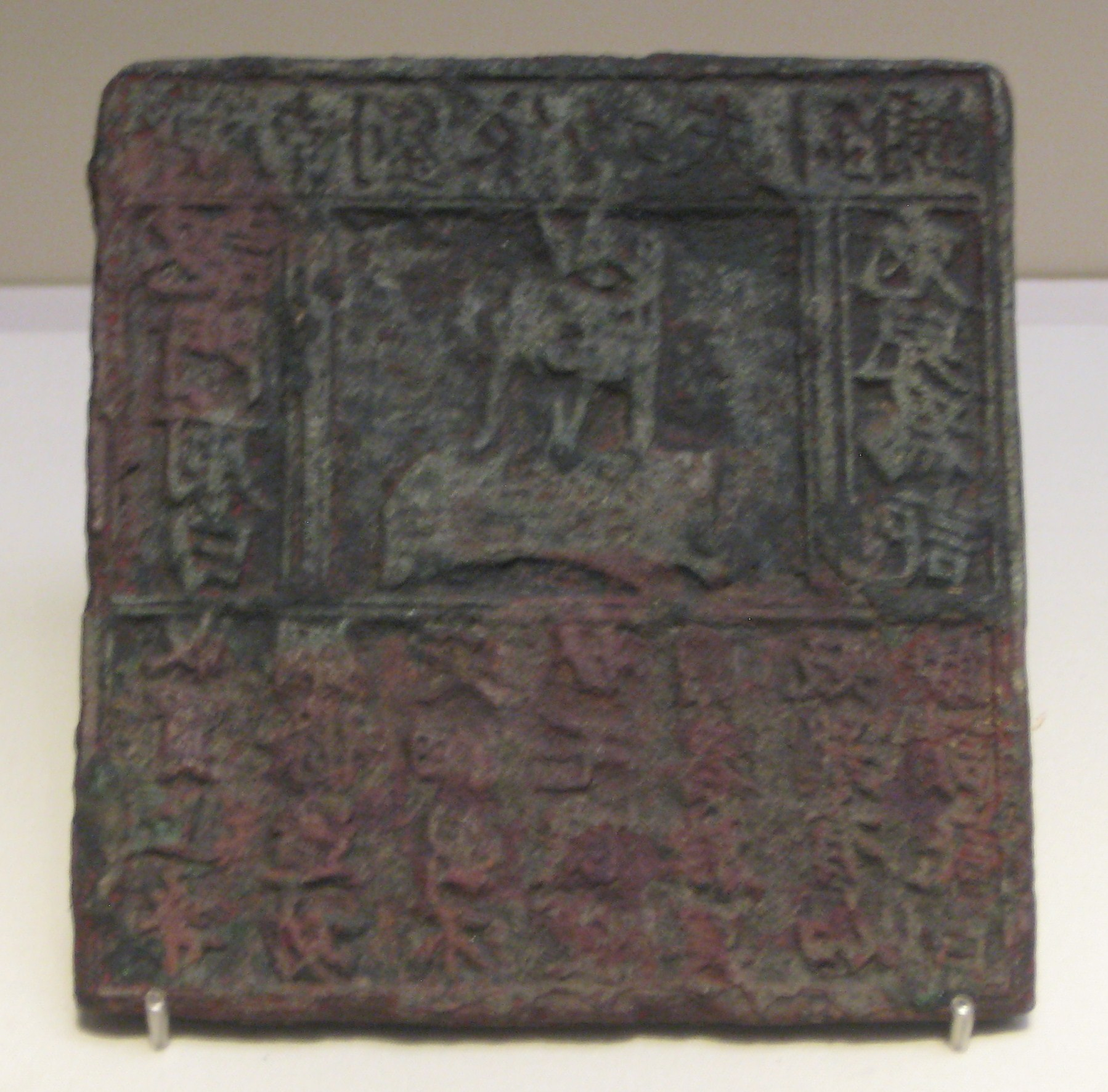
Kupferdruckplatte aus der Zeit der Song-Dynastie.

Schon bevor es den Begriff „Marketing“ gab, wurde Marketing betrieben. In Pompeji wurden bereits im 1. Jahrhundert Hausfassaden für Wahlwerbung genutzt. Eine Kupferdruckplatte aus der Zeit der Song-Dynastie gilt als der früheste identifizierte Werbeträger der Welt. Übersetzt wurde mit der Platte die Werbebotschaft „Wir kaufen hochwertige Stahlstangen und stellen feine Qualitätsnadeln her, die im Handumdrehen zu Hause einsatzbereit sind.“ gedruckt. Dazu fanden sich ergänzend ein Hasenlogo sowie der Schriftzug von „Jinan Liu's Feinnadelgeschäft“, der jeweils oben und unten platziert wurde.
Bereits 1786 bezeichnete sich William Taylor im englischen „Maidstone Journal“ als advertising agent und bot damit eine moderne werbliche Dienstleistung an. Am 5. Dezember 1864 wurde die Carlton & Smith agency gegründet. Gründer William James Carlton begann mit dem Verkauf von Werbeflächen in religiösen Zeitschriften, über Smith ist wenig bekannt. 1868 stieß James Walter Thompson dazu und die Agentur wurde später zu JWT. Nach eigenen Angaben ist sie die älteste Werbeagentur der Welt. In Deutschland skizzierte Arwed Emminghaus in seinem Buch Allgemeine Gewerkslehre schon 1868 absatzwirtschaftliche Instrumente, ohne aber die Begriffe Marketing oder Absatzwirtschaft zu verwenden.
Der Begriff „Marketing“ wurde erstmals zwischen 1905 und 1920 an US-amerikanischen Universitäten verwendet. Samuel Edwin Sparling verwendete 1906 den Marketingbegriff mehrfach in seinem Werk Introduction to Business Organization. 14 Jahre später veröffentlichte Melvin Thomas Copeland in seinem Buch Marketing Problems Marketing-Fallstudien, die für die Harvard Business School genutzt wurden. Ab 1913 gab es in Deutschland die in Berlin gegründete Zeitschrift „Seidels Reklame“, die Wilhelm Seidel herausgab und lange von Robert Hösel redigiert wurde. Sie wurde kriegsbedingt im März 1942 eingestellt.  Seit 1930 besteht die US-amerikanische Marketing- und Media-Zeitschrift Ad Age. In Deutschland organisierte Ludwig Erhard 1935 im Namen der Nürnberger Handelshochschule, als wissenschaftlicher Assistent von Wilhelm Vershofen, das erste Marketing-Seminar Deutschlands. Damals als „Absatzwirtschaftlicher Kurs“ bezeichnet, war dies ein Grundstein für den NAA e. V. (Nürnberger Akademie für Absatzwirtschaft) und den GfK e. V. Aus diesen entstanden später die NAA GmbH und die Gesellschaft für Konsumforschung.
Eine Ausnahme bildet die Untersuchung von Stackelbergs aus dem Jahre 1939: Im Gegensatz zur damals vorherrschenden Preistheorie, die von Preis und Menge als alleinige Aktionsparameter von Unternehmungen ausgeht, berücksichtigte er erstmals Qualitätsvariationen und Vertriebspolitik. Die Geburtsstunde des Marketings kam in Deutschland mit der Erfindung des Backpulvers 1893 durch Oetker. Durch Massenwerbung wurde dem Privatkunden erstmals ein Produkt angeboten, das ihm eine Arbeitserleichterung verschaffte – von dem er aber bis dahin nicht gewusst hatte, dass er es überhaupt brauchte. Da die Weiterentwicklung durch Erfindungen neuer Produktvarianten weiter voranschritt, reicht der Erfolg des Angebots bis in die Gegenwart hinein. Auf universitärer Ebene entwickelte sich Marketing Ende der 1960er und Anfang der 1970er Jahre. Theodore Levitt veröffentlichte 1960 mit Marketing Myopia (Marketing Kurzsichtigkeit) einen einflussreichen Artikel im Harvard Business Review, in dem er beschrieb, dass Unternehmen häufig ihren Markt so eng definieren, dass sie Wachstumschancen verpassen. Im Jahr 1969 erfolgte durch Heribert Meffert die Gründung des ersten Marketinglehrstuhls und der Aufbau des ersten Instituts für Marketing an der Westfälischen Wilhelms-Universität in Münster (Westfalen).
Die Einführung des heutigen Marketingbegriffes wurde vom Wandel der Absatzmärkte begleitet, weg vom Verkäufermarkt, in dem der Verkäufer aufgrund des Mangels an Gütern und Dienstleistungen Preise und Konditionen weitgehend bestimmen kann, hin zu einem Käufermarkt, in dem die Vielzahl an Wettbewerbern immer mehr Kunden die Wahl ermöglicht, ob sie das Angebot überhaupt annehmen.
Manfred Bruhn beschreibt, insbesondere für Deutschland, folgende Entwicklungsstufen des Marketings:
- Produktionsorientierung in den 1950ern (reine Produktion; aufgrund enormer Nachfrage in der Nachkriegszeit)
- Verkaufsorientierung in den 1960ern (von der Produktion zum Vertrieb)
- Marktorientierung in den 1970ern (Marktsegmentierung; Spezialisierung auf einzelne Bedürfnisse)
- Wettbewerbsorientierung in den 1980ern (Betonung von Alleinstellungsmerkmalen)
- Umfeldorientierung in den 1990ern (Reaktion auf ökologische, politische, technologische oder gesellschaftliche Veränderungen)
- Dialogorientierung ab 2000 (interaktive Ausrichtung der Kommunikation durch Internet, E-Mails)
- Netzwerkorientierung ab 2010 (Web 2.0, soziale Netzwerke, Word-of-Mouth)

Eine ähnliche Einteilung nehmen Jean-Paul Thommen und Ann-Kristin Achleitner für die (weltweite) historische Entwicklung vor:
- Customer Relationship Managements
- Marktorientierung
- Produktionsorientierung
- Umweltorientierung
- Verkaufsorientierung

## Akademische Einordnung
Akademisch ist das Marketing und die Marketinglehre im Bereich der speziellen BWL anzusiedeln, wobei der Marketingteilbereich Marketing-Management z. B. an der Universität Hamburg auch als Absatz bezeichnet wird und zur allgemeinen BWL gehört. Interdisziplinarität findet besonders in Kombination mit (Teildisziplinen aus) Psychologie, Medienwissenschaft und Mathematik statt. So wurde beispielsweise die Maslowsche Bedürfnishierarchie für die Untersuchung von Kaufverhalten von Personen und Organisationen populär. In angrenzenden Wissenschaften verbindet Consumer Neuroscience Theorien der Neurowissenschaften mit Marktforschung. Auch in der Neuen Institutionenökonomie gibt es eine Verzahnung mit verhaltenswissenschaftlichen Ansätzen. Darüber hinaus gibt es mit der Verhaltensökonomik und der Sinnesphysiologie Überschneidungen.
Angesehene wissenschaftliche Fachzeitschriften im Marketingbereich, die im VHB-Jourqual und im Academic Journal Guide die Bestbewertung sowie im Social Sciences Citation Index einen Impact Factor über 5 und einen h-Index von über 130 im SCImago Journal Rank haben, sind:
- Journal of Consumer Research
- Journal of Marketing
- Journal of Marketing Research
- Marketing Science

Diese werden von der American Marketing Association auch als Premier AMA Journals bezeichnet.

## Konzepte und Modelle

### Marketing-Mix
Der Marketing-Mix gilt als die einfachste und zugleich wirksamste Kombination von „Werkzeugen“ oder „Instrumenten“ zur praktischen Umsetzung von Marketingplänen in Unternehmen oder Non-Profit-Organisationen. Diese Tatsachen erklären die große Beliebtheit des Marketing-Mix in Theorie und Praxis. Im Jahr 1964 schlug Neil Borden zwölf Instrumente vor. Diese hat dann E. Jerome McCarthy zu vier Gruppen, den berühmten vier Ps, zusammengefasst. Es sind:
- Product (Produkt- oder Programmpolitik)
- Price (Preispolitik)
- Promotion (Kommunikationspolitik)
- Place (Distributions- bzw. Vertriebspolitik)

Die Produkt- oder Programmpolitik hat das Ziel, die Produkte und Dienstleistungen auf Basis der Bedürfnisse und Wünsche der Zielgruppe so zu gestalten, dass diese in deren subjektiven Wahrnehmung attraktiv erscheinen. Sie befasst sich sowohl mit Realgütern (z. B. Sachgüter und immaterielle Güter) als auch Nominalgütern (z. B. Geld, Eigentum). Zum produktpolitischen Gestaltungsspielraum zählen der Leistungskern, die Qualität, das Design, die Verpackung, die Marke und sonstige nutzenbeeinflussende Faktoren.
Dazu muss die Preispolitik herausfinden, welchen Preis die Kunden bereit sind, für diese Produktmerkmale zu zahlen. Es geht also bei diesen beiden Instrumenten des Marketing-Mix um das in den Augen der Kunden im Vergleich zum Wettbewerb attraktivste Preis-Leistungs-Verhältnis. Zur Preispolitik gehört auch die Gestaltung der Liefer- und Zahlungsbedingungen (Rabatte, Boni, Skonti, Preisnachlässe etc.) und das Preis-Marketing.
Die wichtigste Aufgabe der Kommunikationspolitik ist es, die Kunden über das eigene Angebot zu informieren und deren Kaufentscheidung zu beeinflussen. Dies erfolgt im Rahmen des sogenannten Kommunikationsmix. Dieses ist so zu gestalten, dass es die angestrebte Wirkung (Information und Überzeugung) mit möglichst geringen Kosten erzielt. Produktplatzierung ist dabei ein weit verbreitetes Instrument der Kommunikationspolitik.
Bei der Distributionspolitik geht es um die effiziente Gestaltung aller Aktivitäten auf dem Weg eines Produktes oder einer Dienstleistung vom Anbieter zum Kunden oder Anwender. Dabei unterscheidet man zwischen einer logistischen (Transport und Lagerhaltung) sowie einer akquisitorischen (Gewinnung und Bindung von Kunden) Distribution. Nach zeitgemäßem Marketingverständnis spricht man nicht mehr von Distributions-, sondern von Vertriebspolitik. Die primäre Aufgabe der Vertriebspolitik ist die effiziente Gestaltung der Vertriebsstrategie und des Vertriebsprozesses einschließlich Auswahl und Qualifizierung des Personals zur Förderung der Vertriebskompetenz.

### Marketingkonzept
Angesichts des rasanten sozialen und kulturellen Wandels soll ein Marketingkonzept nach Philip Kotler eine Antwort auf die Frage geben, welcher Philosophie das Marketing eines Unternehmens folgen soll. Das Marketingkonzept der Unternehmensführung entstand nach Kotler in den 1950er Jahren. Demnach ist der Unternehmenserfolg in erster Linie von der Markt- und Kundenorientierung abhängig. Bei den historisch vorausgegangenen Perioden der Preis- und Produktorientierung ging es in erster Linie um die kostengünstige Massenfertigung preisgünstiger Produkte, die sich in einer Mangelwirtschaft, bei der die Nachfrage größer ist als das Angebot, quasi von selbst verkauften. Dagegen gilt in einer Überflussgesellschaft, in der das Angebot größer als die Nachfrage ist:

“The marketing concept holds that the key to achieving organizational goals is being more effective than competitors in creating, delivering, and communicating superior customer value to your chosen target markets.”

„Das Marketingkonzept geht davon aus, dass der Schlüssel zum Erreichen der Unternehmensziele darin liegt, effektiver als die Wettbewerber zu sein in Bezug auf die Schaffung, Lieferung und Kommunikation eines überlegenen Kundenmehrwertes auf den ausgewählten Zielmärkten.“

Und das sei nur möglich durch einen ganzheitlichen Ansatz, bei dem sämtliche Unternehmensfunktionen auf das Ziel der Markt- und Kundenorientierung ausgerichtet werden (ganzheitliches Marketingkonzept). Die weitere Entwicklung eines Marketingkonzeptes führt zum Relationship Marketing, dessen primäres Ziel darin besteht, über langfristige und feste Kundenbeziehungen eine Markenprägung aufzubauen.

### Duales Führungskonzept
Unterschiedliche Auffassungen gibt es darüber, an welcher Stelle einer betrieblichen Struktur der Unternehmensbereich Marketing zu sehen ist. Das so genannte duale Führungskonzept zeigt, dass Marketing zwei grundlegende Funktionen hat:
1. neben anderen Funktionen wie zum Beispiel Einkauf und Produktion auf einer hierarchischen Stufe,
2. in der Unternehmensleitung

Das Marketing ist also nicht nur einer von vielen Unternehmenszweigen. Marketing als marktorientierte Unternehmensführung kommt im Zeitalter der Globalisierung höhere Bedeutung zu.
Es existieren mehrere Interpretationen des Marketing-Begriffs. So kann Marketing als gleichberechtigte Linieninstanz verstanden werden, die die Planung, Koordination und Kontrolle aller auf die Absatzmärkte gerichteten Unternehmensaktivitäten beinhaltet.
Marketing kann auch als Unternehmensphilosophie interpretiert werden. Dabei beinhaltet Marketing die bewusst marktorientierte Führung des gesamten Unternehmens. Diese Interpretation weitet die Marktorientierung auf alle Personen und Funktionen aus, die den Erfolg eines Unternehmens auf dem Absatzmarkt beeinflussen.
Die gleichzeitige Betrachtung beider Interpretationen, d. h. Marketing als gleichberechtigte Linieninstanz und als Unternehmensphilosophie, wird auch als „duales Führungskonzept“ bezeichnet.

### Prozessmodelle
Es gibt verschiedene Modelle, die schematisch die Schritte beschreiben, die ein Kunde auf dem Weg zur Kaufentscheidung durchläuft. Das 1898 von Elmo Lewis entwickelte AIDA-Modell und die Customer Journey, die aus der Summe aller Berührungspunkte eines Konsumenten mit einer Marke, einem Produkt, einer Dienstleistung oder eines Unternehmens besteht, zählen dabei zu den bekanntesten im Marketing.

### Customer Experience
Der Begriff der Experience Economy wurde 1998 erstmals von B. Joseph Pine II und James H. Gilmore im Harvard Business Review postuliert. Das Konzept gewann mit zunehmender Digitalisierung an Popularität. Die Customer Experience (zu Deutsch: Kundenerfahrung) umfasst die Gesamtheit der kognitiven, affektiven, sensorischen und verhaltensbezogenen Reaktionen eines Kunden. Dabei wird die Erfahrung vor dem Kauf, während der Nutzung, sowie nach dem Kauf eingeschlossen.

### Markenführung
Unter Markenführung oder Markenmanagement (englisch brand management), ursprünglich auch: Markentechnik, versteht man den Aufbau und die Weiterentwicklung einer Marke im Zeitablauf. Die Markenführung ist eine zentrale Aufgabe des strategischen Marketings. Hauptziel der Markenführung ist es, die eigene Leistung vom Angebot der Wettbewerber abzugrenzen und sich über die eigenen Produkte oder Dienstleistungen spürbar von den Konkurrenten wahrnehmbar zu differenzieren. Von der Entwicklung und Führung einer Marke verspricht sich ein Unternehmen einen Wettbewerbsvorteil, der sich in höheren Marktanteilen und höheren Gewinnen niederschlagen soll. Eine Marke wird heute häufig auch pekuniär in Form eines Markenwertes dargestellt, der dem Unternehmensvermögen zugerechnet wird. Ziel der Markenführung ist es dann, durch geeignete Maßnahmen eine Steigerung dieses Markenwertes und damit des Unternehmenswertes zu erreichen.

## Marketingthemen im Überblick

### Geläufige Erweiterung um wichtige benachbarte Funktionen
- Marktforschung durch empirische und angewandte empirische Forschungsmethoden sowie Meinungsforschung und Marketingforschung
- Engpasskonzentrierte Strategie[25]
- Balanced Scorecard
- Qualitätsmanagement
- Controlling in der Spezialisierungsform Marketingcontrolling / Markttest (Controlling)

### Marketingausrichtungen
Man unterscheidet grundsätzlich zwischen dem auf den Vertrieb der erstellten Leistungen bezogenen Absatzmarketing und dem Beschaffungsmarketing, das sich gezielt mit den auf Lieferanten bzw. Zulieferer gerichteten Aktivitäten befasst. Im kommerziellen Marketing kann zwischen den drei institutionellen Ansätzen des Konsumgütermarketings (Business-to-Consumer), Investitionsgütermarketings (Business-to-Business) und Dienstleistungsmarketings unterschieden werden. Daneben existieren spezielle Ausrichtungen, die nicht direkt den klassischen Marketingausrichtungen zugeordnet werden, da sie nicht direkt einer Leistungserstellung und -vermarktung zuzuordnen sind, wie das Non-Profit-Marketing, Social Marketing oder Politikmarketing.
Daneben gibt es Marketingausrichtungen, die sich insbesondere auf spezifische Kanäle konzentrieren, wie das Direktmarketing, Eventmarketing und Online-Marketing. Zielgruppenspezifische Ansätze gibt es u. a. mit dem Diversity Marketing, Ethno-Marketing und Gender-Marketing. Analog dazu bestehen produktspezifische Ansätze wie das Immobilienmarketing und das Stadtmarketing oder auch organisations- und unternehmensspezifische Ansätze wie das Gesundheitsmarketing, Kirchenmarketing und Medienmarketing. Ortsspezifische Ansätze gibt es mit dem Geomarketing oder Local Branding. Schnittstellen zur Psychologie bestehen mit der Marktpsychologie und der Werbepsychologie.
Zu den vielfältigen Marketingausrichtungen zählen u. a.:
- Guerilla-Marketing
- Interactive Branding
- Marketingkooperation
- Marketing-Management
- Push-Pull-Strategie
- Sensorisches Marketing
- Visual Marketing
- Content-Marketing
- Data-Driven Marketing

### Berufe
- Fachkaufmann für Marketing
- Kommunikationswirt